# 麥可·奎爾斯
麥可·拉沙德·奎爾斯（1994年1月20日—）為美國男子籃球運動員，場上位置為得分后卫。

## 生平
2015年4月就讀阿肯色大学三年級的奎爾斯為了2015年7月要滿3歲的兒子而宣布投入NBA選秀，兒子在過去三年來由女友Khadijah West的家人照料，但奎爾斯在NBA選秀前與菲尼克斯太阳練球奎爾斯遭遇前十字韧带撕裂傷，原先奎爾斯被認為能在NBA選秀中獲得球隊青睞。
2023年3月3日，T1聯盟台灣啤酒英熊宣布奎爾斯加盟事宜，中文登錄名為「柯歐斯」。3月5日，奎爾斯T1聯盟初登板替補上陣19分鐘，全場12投4中，貢獻16分、3籃板。4月2日，奎爾斯在對戰桃園永豐雲豹的比賽中繳出33分、15籃板、10助攻的大三元表現。

## 外部連結
- 麥可·奎爾斯在fiba.basketball（英语）
- 麥可·奎爾斯在NBA G聯盟（英语）
- 麥可·奎爾斯在義大利籃球聯賽（意大利语）
- 麥可·奎爾斯在Basketball-Reference.com（NBA）（英语）
- 麥可·奎爾斯在Basketball-Reference.com（NBA G聯盟）（英语）
- 麥可·奎爾斯在Basketball-Reference.com（國際）（英语）
- 麥可·奎爾斯在Sports-Reference.com（NCAA）（英语）
- 麥可·奎爾斯在Eurobasket.com（球員）（英语）
- 麥可·奎爾斯在RealGM（英语）
- 麥可·奎爾斯在Proballers（英语）
- 麥可·奎爾斯在Flashscore（英语）